# 树棉
樹棉，又稱亚洲棉（学名：Gossypium arboreum）为锦葵科棉属下的一个种。

## 扩展阅读
- 維基物種上的相關：树棉